# Lednica
Lednica es un municipio del distrito de Púchov en la región de Trenčín, Eslovaquia, con una población estimada a final del año 2024 de 894 habitantes.
Se encuentra ubicado al noreste de la región, cerca del río Váh (cuenca hidrográfica del Danubio) y de la frontera con la República Checa y la región de Žilina.

## Demografía
| Año        | 1994 | 2004    | 2014    | 2024    |
| ---------- | ---- | ------- | ------- | ------- |
| Población  | 1067 | 1015    | 965     | 894     |
| Diferencia |      | −4,87 % | −4,92 % | −7,35 % |

| Año        | 2023 | 2024    |
| ---------- | ---- | ------- |
| Población  | 908  | 894     |
| Diferencia |      | −1,54 % |